# 보빌레에르니카
보빌레에르니카(이탈리아어: Boville Ernica)는 이탈리아 라치오주 프로시노네도에 위치한 코무네다.